# André Silva
André Miguel Valente da Silva (; n. 6 noiembrie 1995, Gondomar, Districtul Porto, Portugalia) este un fotbalist portughez, care joacă pe post de atacant la Elche în La Liga. Pe plan internațional, are prezențe la națională pentru Portugalia U16⁠(d), Portugalia U17⁠(d), Portugalia U18⁠(d), Portugalia U19⁠(d), Portugalia U20⁠(d), Portugalia U21⁠(d) și Portugalia. 

## Cariera de club

### Porto
Silva s-a născut în Baguim do Monte, Gondomar. El a avut o scurtă perioadă în care a jucat la Boavista FC, dar a revenit repede la clubul precedent, acum purtând numele de Salgueiros 08.
Silva și-a terminat junioratul la FC Porto, după ce a ajuns aici în 2011, la vârsta de 15 ani. La data de 12 august 2013, el și-a făcut debutul profesional, înlocuindu-l în minutul 77 pe colegul sau de la a doua echipa, Tozé, într-un meci câștigat cu 3-2 în deplasare împotriva  chipei S. C. Beira-Mar în campionatul Segunda Liga.
Silva a terminat al doilea său sezon cu 34 de jocuri și șapte goluri, ajutând-o pe Porto B să termine pe poziția 13. 
Silva și-a făcut debutul oficial pentru prima echipa pe 29 decembrie 2015, jucând toate cele 90 de minute într-o înfrângere 1-3 acasă, împotriva celor de la C. S. Maritimo în Taça da Liga. Prima sa apariție în Primeira Liga a avut loc patru zile mai târziu, când  l-a înlocuit pe Vincent Aboubakar în ultimele 20 de minute în înfrângerea 0-2 contra Sporting Clube de Portugal.
Silva a început sezonul 2015-2016 ca a patra rezervă de atacant, fiind preferați Aboubakar și Dani Osvaldo. Situația lui s-a înrăutățit în ianuarie 2016 cu achiziționarea lui Seok Hyun-jun și Moussa Marega. Cu toate acestea, după ce Jose Peseiro l-a înlocuit pe Julen Lopetegui ca antrenor, el a primit mai multe oportunități, și a marcat primul său gol în ligă într-o victorie 4-0 acasă împotriva Boavistei, în ultimul meci. De asemenea, el a fost titular în finala din Taça de Portugal, pe 22 mai, în care și-a ajutat echipa să revină de la 0-2 împotriva SC Braga cu o dublă, marcând unul din goluri dintr-un șut din foarfecă în ultimul minut. (într-o înfrângere cu 2-4 la penalty-uri).
Silva a început sezonul 2016-2017 într-o formă bună, cu goluri în primele două jocuri din campionat împotriva echipelor Rio Ave F. C. și G. D. Estoril Praia. A înscris, de asemenea, în remiza lui Porto de pe teren propriu contra A. S. Roma în play-off-ul UEFA Champions League. Pe 21 august 2016, a semnat un nou contract pe cinci ani, care a inclus o clauză de reziliere de 60 de milioane de euro.

### Milan
Pe 12 iunie 2017, Silva s-a mutat la echipa italiană din Serie A AC Milan pe un contract de cinci ani. Transferul i-a costat pe milanezi 38 de milioane de euro. La semnare, a declarat presei: „sunt foarte fericit că m-am alăturat acestui prestigios club cu o  istorie mare.” El primit numărul 9 pe tricou, purtat anterior de către Gianluca Lapadula.
Silva și-a făcut debutul pentru club pe 27 iulie, jucând 24 de minute în victoria cu 1-0 împotriva CS Universitatea Craiova în al treilea tur preliminar al UEFA Europa League. Pe 17 august, în aceeași competiție, dar în runda play-off-urilor, a contribuit cu două goluri și o pasă de gol la un 6-0 acasă contra KF Shkëndija; pe 14 septembrie, deja în faza grupelor, el a marcat un hat-trick pentru a ajuta oaspeții să învingă FK Austria Wien 5-1– Astfel, el a devenit primul jucător care să ajungă la această performanță în Europa de la Kaka în 2006, și a fost inclus în Echipa Săptămânii din UEFA Europa League datorită performanței sale.

## Carieră internațională
Silva a reprezentat Portugalia la fiecare nivel de tineret. El a participat cu echipa under-20 la Cupa Mondială din 2015, marcând patru goluri în faza grupelor. Echipa sa a atins sferturile de finală; anterior, la Campionatul European sub 19 ani, el a devenit primul jucător care a înscris de patru ori într-un singur meci (victoria cu 6-1 din faza grupelor din fața Ungariei). Portugalia a terminat în cele din urmă pe locul 2.
Pe 8 septembrie 2015, în prima sa apariție pentru naționala under-21, Silva a marcat un hat-trick în 19 minute (în ambele reprize combinate), contribuind la o victorie cu scorul de 6-1 împotriva Albaniei în preliminariile Campionatului European Under-21 2017. El a fost chemat pentru prima dată la echipa de seniori de antrenorul Fernando Santos pe 26 august, jucând în a doua repriză a unei victorii cu 5-0 într-un meci amical contra Gibraltarului, în Porto, pe 1 septembrie.
Silva a marcat primul său gol pentru prima echipă a Portugaliei pe 7 octombrie 2016, meci în care a jucat toate cele 90 de minute, într-o victorie 6-0 în fața Andorrei într-un meci contând pentru calificările la Campionatul Mondial de Fotbal 2018. Trei zile mai târziu, în aceeași competiție, a înscris de trei ori în prima repriză într-un meci câștigat cu scorul de 6-0 în Insulele Feroe.
Silva a fost convocat pentru Cupa Confederațiilor din 2017 făcându-și debutul în turneu înlocuindu-l pe Ricardo Quaresma în ultimele opt minute în remiza 2-2 în faza grupelor contra Mexic. El a marcat primul său gol în competiție pe 24 iunie, jucând toate cele 90 de minute în meciul câștigat cu 4-0 contra Noii Zeelande. În finala mică echipa sa a învins-o pe Mexic cu 2-1, după prelungiri, iar el a ratat un penalty în fața portarului mexican Guillermo Ochoa.

## Statistici

### Club
| Club  | Sezon   | Liga     | Liga   | Cupa     | Cupa   | Europa   | Europa      | Total     | Total       |
| Club  | Sezon   | Prezențe | Goluri | Prezențe | Goluri | Prezențe | Obiectivele | Aplicații | Obiectivele |
| ----- | ------- | -------- | ------ | -------- | ------ | -------- | ----------- | --------- | ----------- |
| Porto | 2015-16 | 9        | 1      | 5        | 2      | 0        | 0           | 14        | 3           |
| Porto | 2016-17 | 32       | 16     | 2        | 0      | 10       | 5           | 44        | 21          |
| Porto | Total   | 41       | 17     | 7        | 2      | 10       | 5           | 58        | 24          |
| Milan | 2017-18 | 3        | 0      | 0        | 0      | 6        | 6           | 9         | 6           |
| Total | Total   | 44       | 17     | 7        | 2      | 16       | 11          | 67        | 30          |

- a.^ Prezențe în Taça de Portugal și Taça da Liga
- b.^ Prezențe în Taça de Portugal
- c.^ Prezențe în UEFA Champions League
- d.^ Prezențe în UEFA Europa League

### Internaționale
| Echipa națională | An    | Prezențe | Goluri |
| ---------------- | ----- | -------- | ------ |
| Portugalia       | 2016  | 5        | 4      |
| Portugalia       | 2017  | 12       | 7      |
| Total            | Total | 17       | 11     |

### Goluri internaționale
| #  | Date              | Venue                                         | Opponent       | Score | Result | Competition                                            |
| -- | ----------------- | --------------------------------------------- | -------------- | ----- | ------ | ------------------------------------------------------ |
| 1  | 7 octombrie 2016  | Estádio Municipal, Aveiro, Portugal           | Andorra        | 6–0   | 6–0    | Calificările pentru Campionatul Mondial de Fotbal 2018 |
| 2  | 10 octombrie 2016 | Tórsvøllur, Tórshavn, Insulele Feroe          | Insulele Feroe | 1–0   | 6–0    | Calificările pentru Campionatul Mondial de Fotbal 2018 |
| 3  | 10 octombrie 2016 | Tórsvøllur, Tórshavn, Insulele Feroe          | Insulele Feroe | 2–0   | 6–0    | Calificările pentru Campionatul Mondial de Fotbal 2018 |
| 4  | 10 octombrie 2016 | Tórsvøllur, Tórshavn, Insulele Feroe          | Insulele Feroe | 3–0   | 6–0    | Calificările pentru Campionatul Mondial de Fotbal 2018 |
| 5  | 25 martie 2017    | Estádio da Luz, Lisabona, Portugalia          | Ungaria        | 1–0   | 3–0    | Calificările pentru Campionatul Mondial de Fotbal 2018 |
| 6  | 3 iunie 2017      | António Coimbra da Mota, Estoril, Portugalia  | Cipru          | 4–0   | 4–0    | Amical                                                 |
| 7  | 9 iunie 2017      | Stadionul Skonto, Riga, Letonia               | Letonia        | 3–0   | 3–0    | Calificările pentru Campionatul Mondial de Fotbal 2018 |
| 8  | 24 iunie 2017     | Stadionul Krestovski, Sankt Petersburg, Rusia | Noua Zeelandă  | 3–0   | 4–0    | Cupa Confederațiilor FIFA 2017                         |
| 9  | 3 septembrie 2017 | Groupama Arena, Budapesta, Ungaria            | Ungaria        | 1–0   | 1–0    | Calificările pentru Campionatul Mondial de Fotbal 2018 |
| 10 | 7 octombrie 2017  | Estadi Nacional, Andorra la Vella, Andorra    | Andorra        | 2–0   | 2–0    | Calificările pentru Campionatul Mondial de Fotbal 2018 |
| 11 | 10 octombrie 2017 | Estádio da Luz, Lisabona, Portugalia          | Elveția        | 2–0   | 2–0    | Calificările pentru Campionatul Mondial de Fotbal 2018 |

## Palmares
Porto B
- LigaPro: 2015-16

Portugalia
- Cupa Confederațiilor FIFA: locul al Treilea 2017[37]

### Individuale
- Jucătorul anului in Segunda Liga: 2015-16
- Jucâtorul lunii în SJPF Segunda Liga: august/septembrie 2015,[38] decembrie 2015[39]
- UEFA Champions League XI: 2016[40]